# Lisa Lopes
Lisa Nicole Lopes (27. maj 1971 – 25. april 2002) var en amerikansk sanger, sangskriver og rapper, der især var kendt som medlem af R&B-gruppen TLC. Lopes, der også var kendt under sit scenenavn Left Eye, havde rødder på Kap Verde-øerne, men var født i Philadelphia i USA.
Lopes var medlem af TLC (initialerne på fornavnene for de tre medlemmer), fra gruppen blev dannet i 1991, til der opstod uenighed i gruppen i 1999. I gruppen skrev hun en del af numrene, og hun leverede typisk også rap-indslagene, når de forekom. Efter at have trådt ud af gruppen fik hun en solokarriere, der blev afbrudt af hendes død ved en bilulykke i Honduras i 2002.